# European Women's Futsal Tournament
L'European Women's Futsal Tournament è l'unica competizione continentale di calcio a 5 per club femminili affiliati UEFA, organizzata a inviti. È riservata alle squadre vincitrici dei rispettivi campionati nazionali.

## Albo d'oro
| Stagione | Sede                | Campione              | Risultato | Secondo posto         |  | Terzo posto           | Risultato | Quarto posto |
| -------- | ------------------- | --------------------- | --------- | --------------------- |  | --------------------- | --------- | ------------ |
| 2017     | Navalcarnero        | Atlético Navalcarnero | 3 - 2     | Pescara               |  | Aurora                | 1 - 0     | IMS Kiev     |
| 2018     | Drachten            | Atlético Navalcarnero | 5 - 2     | Benfica               |  | Olimpus               | 5 - 2     | MosPolytech  |
| 2019     | San Javier          | Jimbee Roldán         | 5 - 2     | Kick Off              |  | Benfica               | 2 - 0     | Aurora       |
| 2020     | Getafe              | Atlético Navalcarnero | 7 - 6 dtr | Nun'Álvares           |  | Kick Off              | 4 - 1     | Feyenoord    |
| 2021     | Lugo                | Pescados Rubén Burela | 6 - 0     | Pescara               |  |                       |           |              |
| 2022     | Falconara Marittima | Falconara             | 3 - 2     | Benfica               |  | Atlético Navalcarnero | 6 - 2     | Deac         |
| 2023     | Burela              | Benfica               | 5 - 4 dtr | Bitonto               |  |                       |           |              |
| 2024     | Bari                | Bitonto               | 8 - 0     | Rekord Bielsko-Biała' |  |                       |           |              |

## Statistiche

### Vittorie per club
| Titoli | Squadra               | Anni             |
| ------ | --------------------- | ---------------- |
| 3      | Atlético Navalcarnero | 2017, 2018, 2020 |
| 1      | Bitonto               | 2024             |
| 1      | Benfica               | 2023             |
| 1      | Falconara             | 2022             |
| 1      | Pescados Rubén Burela | 2021             |
| 1      | Jimbee Roldán         | 2019             |

### Vittorie per nazione
| Titoli | Nazione    | Squadre                                                                 |
| ------ | ---------- | ----------------------------------------------------------------------- |
| 5      | Spagna     | Atlético Navalcarnero (3), Jimbee Roldán (1), Pescados Rubén Burela (1) |
| 2      | Italia     | Falconara (1), Bitonto (1)                                              |
| 1      | Portogallo | Benfica (1)                                                             |